# Spielvereinigung Bayreuth
Lo Spielvereinigung Bayreuth è una squadra di calcio tedesca con sede nella città di Bayreuth, in Baviera. Gioca le partite casalinghe nell'Hans-Walter Wild Stadion, e attualmente milita nella Fußball-Regionalliga, la quarta serie del campionato tedesco.

## Storia
Fondato nel 1921, il Bayreuth gioca per lungo tempo nelle divisioni inferiori tedesche. Al termine della stagione 1970-1971 arriva però la promozione in Regionalliga Süd, uno dei gironi dell'allora seconda serie, che in seguito viene riformata dando vita alla Zweite Bundesliga.
Il club tocca il punto più alto della sua storia nella stagione 1978-1979, quando si gioca l'accesso alla Bundesliga: arriva secondo nel girone sud dietro il Monaco 1860, ma viene poi sconfitto nel play-off dal Bayer Uerdingen. Da qui in avanti le sue prestazioni sono però in discesa: trascorre gli anni ottanta tra la seconda e la terza serie nazionale, e disputa l'ultimo campionato in Zweite Bundesliga nella stagione 1989-1990.
In seguito il Bayreuth è protagonista di alti e bassi: non sale però mai oltre il terzo livello, mentre arriva a scendere anche fino al sesto.

## Palmarès

### Competizioni nazionali
- Fußball-Regionalliga: 1

2021-2022 (Regionalliga Bayern)

### Competizioni regionali
- Oberliga Bayern: 3

2004-2005, 2007-2008, 2013-2014
- Amateur-Oberliga Bayern: 2

1984-1985, 1986-1987
- Amateurliga Bayern: 1

1958-1959 (Nord)

### Altri piazzamenti
- 2. Fußball-Bundesliga:

Secondo posto: 1978-1979 (girone Sud)

## Organico

### Rosa 2022-2023
Rosa aggiornata al 23 ottobre 2022.
| N. |                     | Ruolo | Calciatore             |
| -- | ------------------- | ----- | ---------------------- |
| 1  | Germania (bandiera) | P     | Lucas Zahaczewski      |
| 2  | Germania (bandiera) | A     | Christoph Fenninger    |
| 3  | Germania (bandiera) | D     | Dennis Lippert         |
| 4  | Germania (bandiera) | D     | Nico Moos              |
| 5  | Germania (bandiera) | D     | Edwin Schwarz          |
| 6  | Germania (bandiera) | C     | Benedikt Kirsch        |
| 7  | Germania (bandiera) | C     | Tobias Stockinger      |
| 8  | Germania (bandiera) | C     | Daniel Steininger      |
| 9  | Germania (bandiera) | C     | Alexander Nollenberger |
| 10 | Germania (bandiera) | C     | Patrick Weimar         |
| 11 | Germania (bandiera) | A     | Markus Ziereis         |
| 13 | Germania (bandiera) | C     | Alexander Groiß        |
| 14 | Germania (bandiera) | C     | Martin Thomann         |
| 15 | Germania (bandiera) | A     | Jann George            |
| 16 | Germania (bandiera) | C     | Cemal Kaymaz           |

| N. |                     | Ruolo | Calciatore        |
| -- | ------------------- | ----- | ----------------- |
| 17 | Germania (bandiera) | A     | Stefan Maderer    |
| 18 | Germania (bandiera) | A     | Lucas Chrubasik   |
| 19 | Germania (bandiera) | D     | Steffen Eder      |
| 21 | Germania (bandiera) | D     | Tobias Weber      |
| 22 | Germania (bandiera) | C     | Tim Latteier      |
| 23 | Germania (bandiera) | D     | Luke Hemmerich    |
| 24 | Germania (bandiera) | D     | Felix Weber       |
| 25 | Kosovo (bandiera)   | C     | Eroll Zejnullahu  |
| 26 | Germania (bandiera) | C     | Patrick Scheder   |
| 27 | Germania (bandiera) | D     | Marcel Götz       |
| 30 | Svizzera (bandiera) | C     | Nicolas Andermatt |
| 31 | Germania (bandiera) | P     | Sebastian Kolbe   |
| 33 | Germania (bandiera) | C     | Moritz Heinrich   |
| 37 | Germania (bandiera) | P     | Luca Petzold      |